# Kizomba

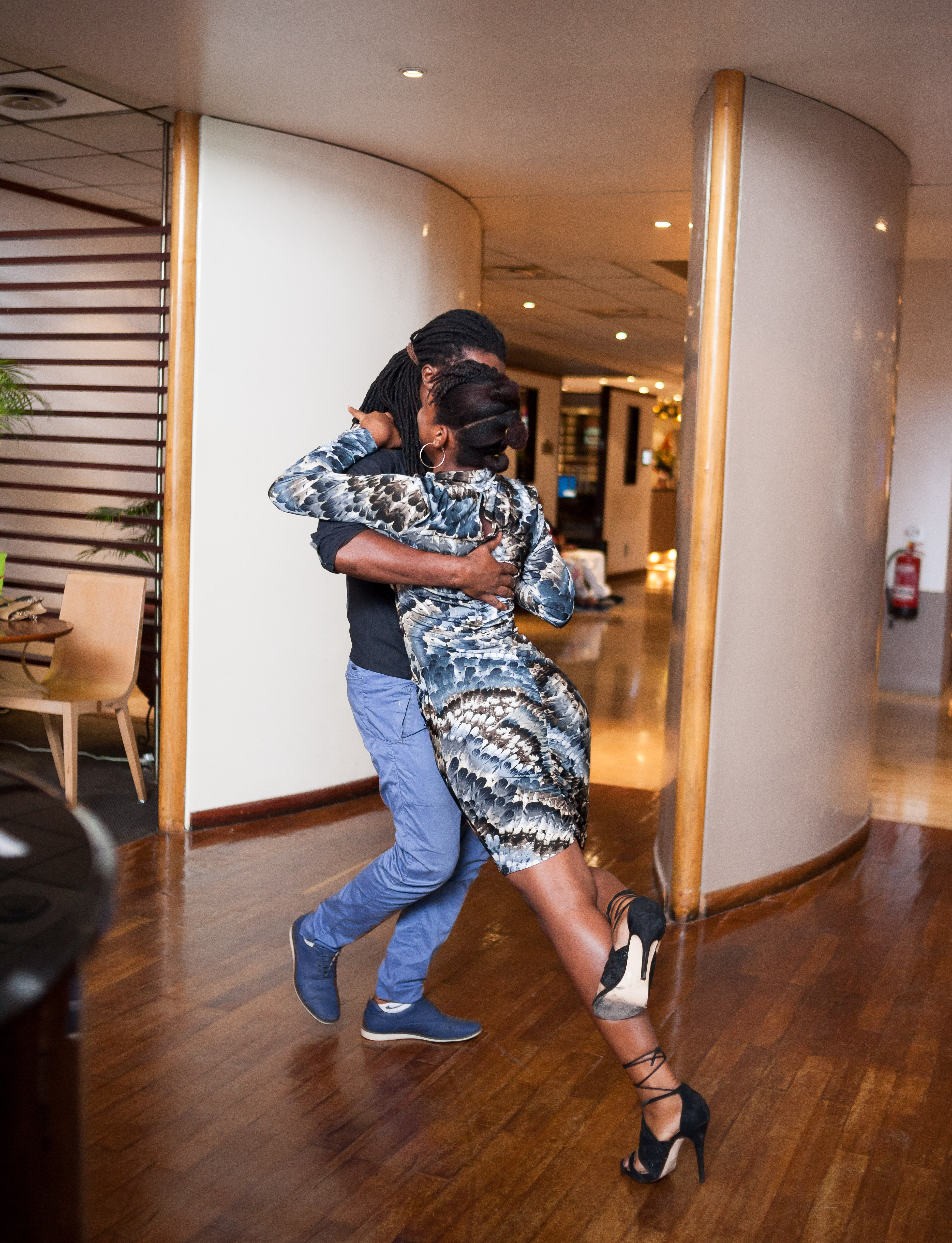
Kizomba Tanz

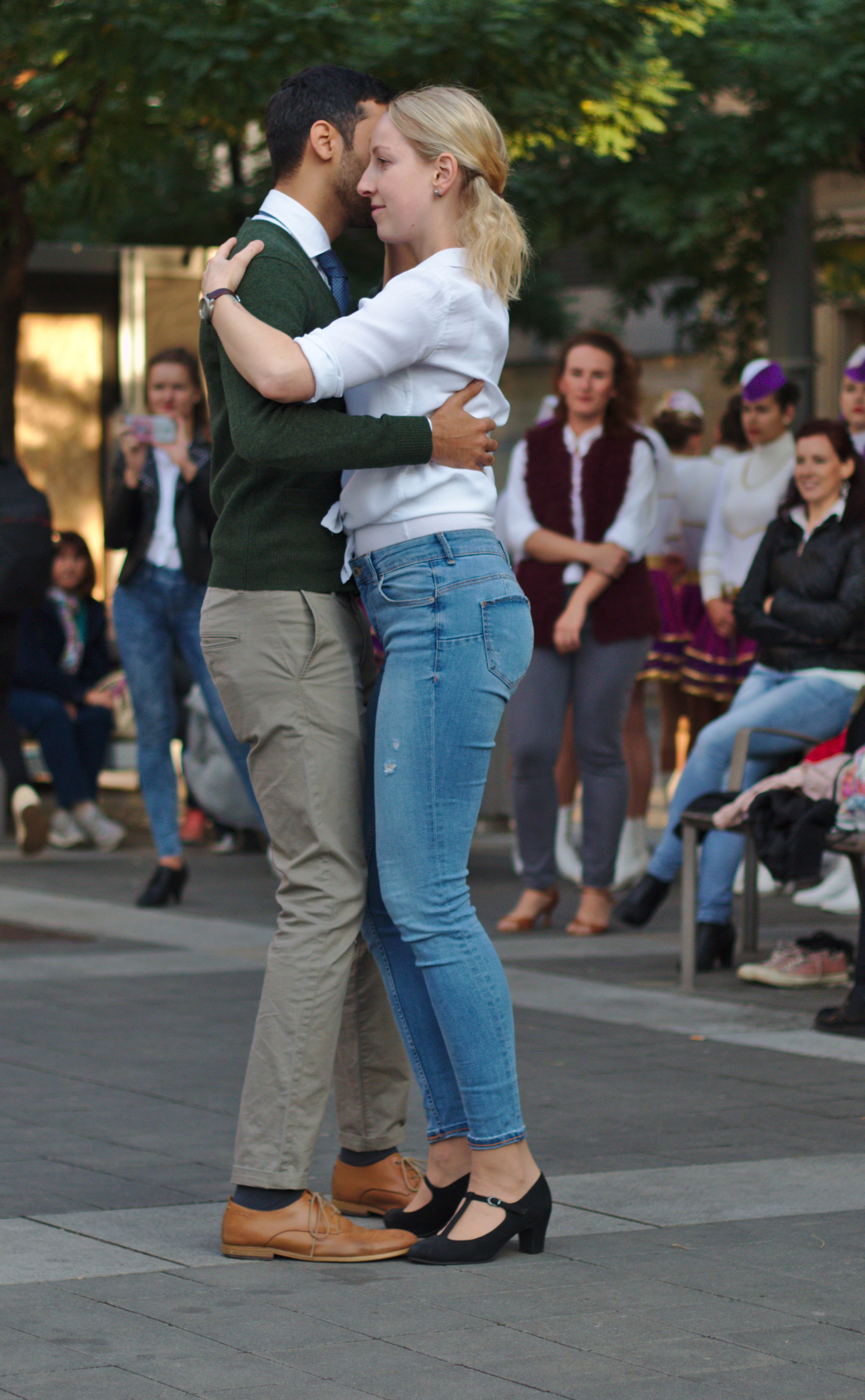
Kizomba Tänzer

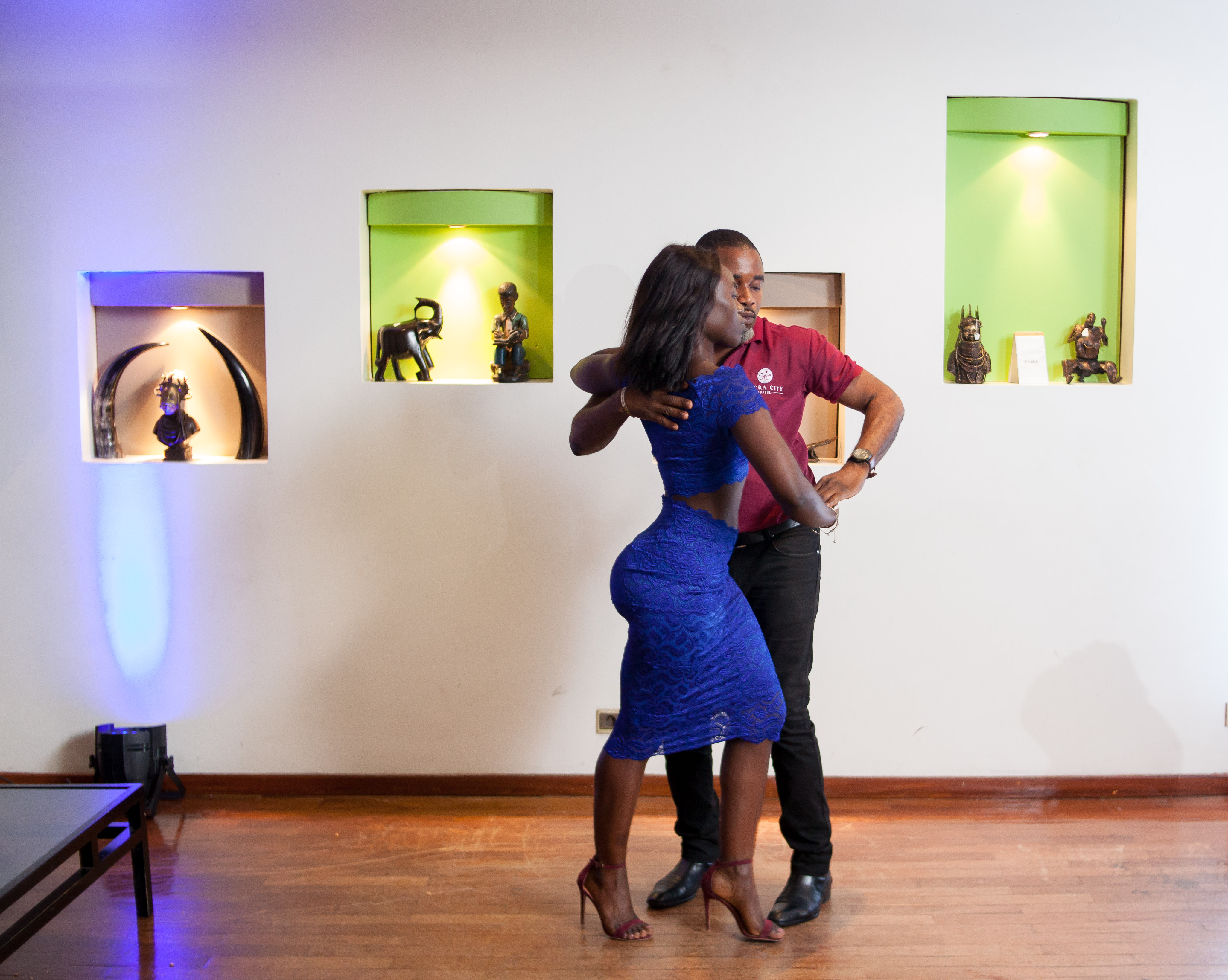
Kizomba Tänzer

Kizomba ist sowohl ein Tanz als auch eine Musik aus Angola, der sich in den späten 1980er und frühen 1990er Jahren entwickelte.
Das Wort Kizomba stammt aus der Bantusprache Kimbundu und bedeutet: Fest, Spielerei, Tanz, Unterhaltung. Kimbundu ist eine der vielen Sprachen in Angola, die vor allem im Raum der Hauptstadt Luanda gesprochen wird.

## Tanz
Der Tanz Kizomba stammt aus Angola und leitete sich stark vom karibischen karnevalesken Musikstil Zouk ab. Zouk schwappte nach Angola, wo er sich mit traditioneller angolanischer Musik und dem Semba, aber auch der Passada sowie Coladeira und Mazurka aus Kap Verde vermischte. So wurde Kizomba geschaffen.
Aus dem klassischen Tanz Kizomba sind weitere Genres entstanden wie z. B. Kizomba Fusion, Ghetto Zouk und Urban Kiz.

## Technik
Kizomba gilt als ein harmonischer und sinnlicher Paartanz. Kizomba besteht aus fünf verschiedenen Grundschritten und wird in der Regel im Bereich des Oberkörpers sehr eng mit dem Partner zusammen getanzt, wobei sich das Becken für eine bessere Beweglichkeit von dem des Partners wegbewegt. Figuren gibt es bei Kizomba im Vergleich zu anderen Tanzrichtungen keine, allerdings weist der Tanzstil in Hinsicht der Positionen und der Haltung Ähnlichkeiten mit Tango Argentino auf. Daher wird Kizomba manchmal von Mitteleuropäern als der „Afrotango“ benannt. Oft wird Kizomba als „innere Tanzkunst“ bezeichnet, wobei ein sogenannter Energiefluss zwischen den beiden Partnern entstehen soll.

## Musik
Durch die große Beliebtheit wird Kizomba von vielen luso-afrikanischen Künstlern gesungen. Bekannte Interpreten aus Angola sind Caló Pascoal, Don Kikas, Eduardo Paím, Irmãos Verdades und Matias Damásio. Auch Paulinha ist eine der berühmtesten Interpretinnen Angolas. Der Kizomba von São Tomé und Príncipe ist dem angolanischen sehr ähnlich, bekannte Interpreten sind Juka und Haylton Dias. Die Texte werden meist auf Portugiesisch oder Französisch gesungen. Mit zunehmender Bekanntheit und der Internationalisierung von Kizomba, kamen immer mehr Sprachen hinzu. Mittlerweile gibt es auch viele englische und spanische Lieder.
Der kapverdische Zouk (mit den Musikgenres Ghetto Zouk, Cabo Love und Colá-Zouk) wird häufig mit Kizomba verwechselt. Er unterscheidet sich von Kizomba durch die Verwendung von Kreol statt Portugiesisch, meist langsamem Tempo von 90–100 bpm und überwiegend romantischer Stimmung. Kapverdischer Zouk ist teilweise von Coladeira beeinflusst.

### Kizomba in Brasilien
Der erste Kizombakünstler 2011 war der Sänger Paulo Mac aus Rio de Janeiro. Der Kizombarhythmus wurde mit der Veröffentlichung des Albums „No Controle“ von Kelly Key am 3. Februar 2015 im ganzen Land bekannt. „No Controle“ zeichnete sich durch afrikanischen Sound, gemischt mit traditionellen R&B sowie Dance-Pop, aus. Kellys Absicht war schon seit 13 Jahren etwas in dieser Richtung aufzunehmen. Im Dezember 2016 brachte der brasilianische Sänger Robson Santos Bachata (alias „Ray Robbson“) nach Portugal. Dort machte er gemeinsam mit dem kapverdischen Sänger Eddu Aufnahmen.
Ray Robbson verbreitete diesen Stil in ganz Lateinamerika und beeinflusste Künstler wie Humberto & Ronaldo, Pedro Paulo und Alex, Zé Henrique & Gabriel, Zé Ricardo & Thiago, Cácio & Marcos und Gabriel Valim.
Die beiden Jahre 2017 und 2018 waren durch zwei Hits von Zé Felipe Meilensteine für den Kizomba in Brasilien.
Auf den Shows dieser Künstler gab es Gastauftritte von Alexandre Pires, Ludmilla, Zé Felipe, Naldo Benny, Thiaguinho und Messinho Marra. Diese Konzerte wurden durch Übertragungen in den großen Medienhäusern sbt, Rede Globo und Rede Record sehr populär. Das Lied „Não Me Toca“ mit der Stimme von Anselmo Ralph wurde in einer Sambaversion vom Produzenten Prateado produziert. Es wurde mit den Gitarren von Aldair Playboy unter dem Namen „Batidão Romântico“ bekannt und ein Hit in Brasilien. Der Song „Não fala prá mim“ von Humberto & Ronaldo und Jerry Smith überschritt die 250-Millionen-Marke.

## Interpreten
- Landrick Único: Fila da Goda[3][4][5], 2015
- Landrick: Me Agarra So' No Uhm!
- Dr. James: Você Me Mata
- Stony: Dança Kizomba
- Daddy Killa: Leva-me
- Soha feat. Antoine Essertier: Mil Pasos
- Daniel Santacruz: Lento
- G-Amado feat. Mika Mendes: Alguen Ki Un Gosta
- Philip Monteiro: Alta Segurança
- Mika Mendes: Criola
- Mika Mendes: N'oublie Pas
- Nichols: Sem Vergonha
- Lil John: I Miss You So Much
- Nelson Freitas: Rebound Chick
- Nelson Freitas feat. Kaysha: Deeper
- Elizio feat. Mika Mendes: Put It Down
- To Semedo: Touch Me
- Kaysha: Question My Heart
- Boy Teddy: Number One
- Boy Teddy: Dona da Minha Life
- Mona Nicastro: O Teu Toque
- Mika Mendes: Apaixonado
- Hugo Pina: Super Mulher
- Kizomba Brasil: Amor Perfeito

## Veranstaltungen
- Odessa Kizomba Beach Festival 2021
- Paris Kizomba Summer
- Viva Kizomba Amsterdam goes to Bruessel
- Summer Sensual Days Rovinij/Kroatien
- Miami Beach Kizomba Festival 2021
- Kizomba sur Sevilla 2021
- Barcelona Temptation Festival 2021[6]

## Sonstiges
2011 erzürnten Medizinstudenten in Osttimor, die den Tanz in Kuba gelernt hatten, mehrere Politiker, wie den Parlamentspräsidenten Fernando de Araújo. Es wurde deswegen eine Verabschiedung eines „Anti-Pornographie-Gesetzes“ gefordert.